# Окренглиця (Опатовський повіт)
Окренґлиця (пол. Okręglica) — село в Польщі, у гміні Садове Опатовського повіту Свентокшиського воєводства.
Населення — 48 осіб (2011).
У 1975-1998 роках село належало до Тарнобжезького воєводства.

## Демографія
Демографічна структура на день 31 березня 2011 року:
|          | Загалом | Допрацездатний вік | Працездатний вік | Постпрацездатний вік |
| -------- | ------- | ------------------ | ---------------- | -------------------- |
| Чоловіки | 22      | 6                  | 14               | 2                    |
| Жінки    | 26      | 8                  | 16               | 2                    |
| Разом    | 48      | 14                 | 30               | 4                    |